# Парница
Парница је судски поступак у којем редовни суд расправља и одлучује о споровима који произлазе из личних, породичних и радних односа, као и из имовинских и других грађанскоправних односа физичких и правних лица. Поступак укључује три субјекта: тужиоца, туженог и суд. Тужилац захтева заштиту свог права, тужени се брани, а суд доноси пресуду на основу испитивања оправданости захтева.